# Сквирська міська рада
Скви́рська міська́ ра́да — орган місцевого самоврядування Сквирської міської громади у Білоцерківському районі Київської області.

## Населені пункти
Міській раді підпорядковані населені пункти:
- м. Сквира

та 44 села:
- Антонів
- Безпечна
- Буки
- Великі Єрчики
- Владиславка
- Горобіївка
- Домантівка
- Дулицьке
- Дунайка
- Золотуха
- Каленна
- Кам'яна Гребля
- Квітневе
- Кононівка
- Красноліси
- Краснянка
- Кривошиїнці
- Лаврики
- Малі Єрчики
- Малі Лисівці
- Миньківці
- Мовчанівка
- Нова Пустоварівка
- Новий Шлях
- Оріховець
- Пустоварівка
- Рибчинці
- Рогізна
- Руда
- Саврань
- Самгородок
- Селезенівка
- Таборів
- Тарасівка
- Терешки
- Токарівка
- Тхорівка
- Улянівка
- Цапіївка
- Чубинці
- Шаліївка
- Шамраївка
- Шапіївка
- Ями

## Склад ради
Рада складається з 26 депутатів та голови.
- Голова ради: Левіцька Валентина Петрівна
- Секретар ради: Власюк Тетяна Григорівна

### Міські голови попередніх скликань:
| Прізвище, ім'я, по батькові  | Основні відомості                    | Дата обрання | Дата звільнення |
| ---------------------------- | ------------------------------------ | ------------ | --------------- |
| Пасічник Михайло Георгійович | Міський голова, 1949 року народження | 26.06.1994   | 29.03.1998      |
| Писаренко Віталій Григорович | Міський голова, 1957 року народження | 29.03.1998   | 31.03.2002      |
| Суслов Євгеній Іванович      | Міський голова, 1981 року народження | 31.03.2002   | 26.03.2006      |
| Скочко Валерій Анатолійович  | Міський голова, 1972 року народження | 26.03.2006   | 31.10.2010      |
| Писаренко Віталій Григорович | Міський голова, 1957 року народження | 31.10.2010   | 25.10.2015      |
| Скочко Валерій Анатолійович  | Міський голова, 1972 року народження | 25.10.2015   | 25.10.2020      |
| Левіцька Валентина Петрівна  | Міська голова, 1963 року народження  | 25.10.2020   | по даний час    |